# Juncus castaneus
Juncus castaneus es una herbácea de la familia de las juncáceas. Tiene una distribución circumboreal o circumpolar, que se distribuyen a lo largo de las latitudes más septentrionales del hemisferio norte. Se produce en Europa, Asia, y América del Norte. En América del Norte se encuentra desde Alaska a Groenlandia, su distribución abarca Canadá y que se extiende al sur a través de las Montañas Rocosas en los estados contiguos de los Estados Unidos. Está muy extendida y es común en el archipiélago ártico canadiense.

## Descripción
Es una planta perenne que produce tallos de hasta 50 centímetros de altura, solass o en parejas, surgen de un rizoma. Tiene unas cuantas hojas, los más largos basales alcanzan los 20 centímetros de longitud. Tienen de una a cinco cabezas florales, cada una con hasta 10 o 12 flores. Cada flor tiene 3 tépalos marrones y 6 estambres. El fruto es seco, marrón oscuro o cápsula de color castaño. La semilla es de unos pocos milímetros de largo, incluyendo la cola larga. La planta se reproduce por semillas y por rizomas.

## Hábitat
Esta planta crece en el Ártico en sus tipos de hábitat, y más al sur, en las altas montañas de climas alpinos. Crece en zonas húmedas, como las orillas de los arroyos, pantanos y filtraciones.

## Taxonomía
Juncus castaneus fue descrita por James Edward Smith y publicado en Flora Britannica 1: 383–384. 1800.
Etimología
Juncus: nombre genérico que deriva del nombre clásico latino de jungere = , "para unir o vincular", debido a que los tallos se utilizan para unir o entrelazar".
castaneus: epíteto latino que significa "de color castaño".
Variedades
- Juncus castaneus subsp. castaneus
- Juncus castaneus subsp. leucochlamys (V.J.Zinger ex V.I.Krecz.) Hultén
- Juncus castaneus subsp. triceps (Rostk.) Novikov

Sinonimia
subsp. castaneus
- Juncus czetzii Schur

subsp. leucochlamys (V.J.Zinger ex V.I.Krecz.) Hultén
- Juncus leucochlamys V.J.Zinger ex V.I.Krecz.

subsp. triceps (Rostk.) Novikov
- Juncus satakei Kitag.
- Juncus triceps Rostk.[7]